# Maakri 19/21
La tour Maakri (en estonien : Maakri Kvartal ou Maakri Torn) ou Maakri 19/21 est une tour située dans le  district Kesklinn à Tallinn, en Estonie.

## Présentation
La tour de Maakri est une tour de 30 étages du quartier de Maakri. 
Conçue par le cabinet d'architectes KOKO Arhitektid OÜ (et), sa construction a commencé en 2016 et s'est achevée en 2018.
La tour abrite des bureaux et des logements et offre une superficie utile de 36 000 m2.
L'un des premiers immeubles de grande hauteur du quartier de Maakri fut un immeuble de 20 étages construit comme résidence de luxe à l'adresse Maakri 36. 
Les bâtiments plus bas du quartier datent du début du XXe siècle.

## Galerie

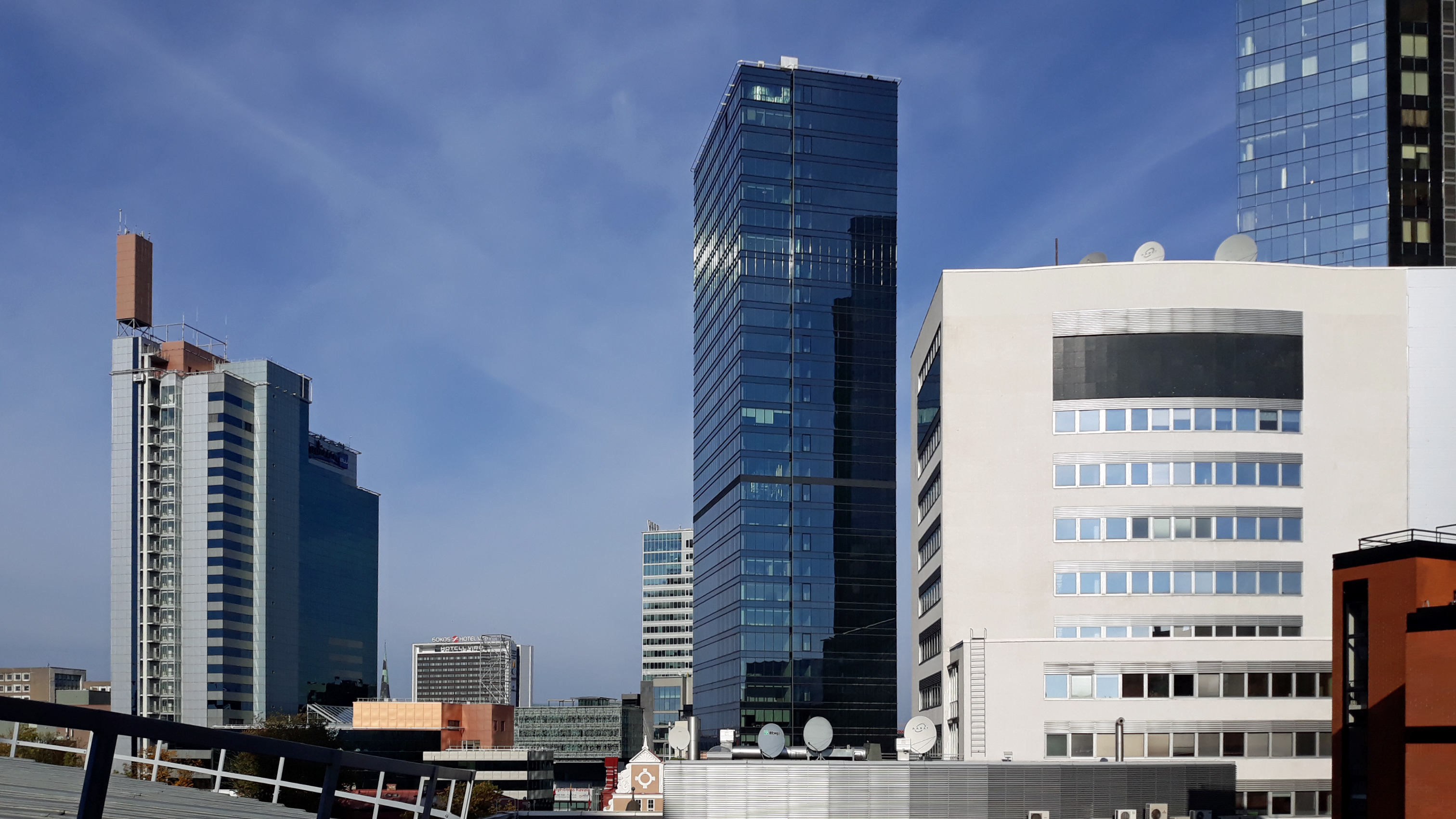